# Montagna Spaccata e Rupi di San Mauro
Montagna Spaccata e Rupi di San Mauro este o arie protejată (arie specială de conservare — SAC, sit de importanță comunitară — SCI) din Italia întinsă pe o suprafață de 1.361 ha, din care 80 % marine.

## Localizare
Centrul sitului Montagna Spaccata e Rupi di San Mauro este situat la coordonatele 40°05′43″N 17°59′39″E / 40.095278°N 17.994167°E.

## Înființare
Situl Montagna Spaccata e Rupi di San Mauro a fost declarat sit de importanță comunitară în iunie 1995 pentru a proteja 1 specie de plante și 2 specii de animale. Situl a fost protejat și ca arie specială de conservare în martie 2018.

## Biodiversitate
Situată în ecoregiunea mediteraneană, aria protejată conține 4 habitate naturale: Pante stâncoase calcaroase cu vegetație casmofită, Pseudostepă cu ierburi și specii anuale de Thero-Brachypodietea, Faleze cu vegetație de Limonium spp. endemic de pe coastele mediteraneene, Straturi cu Posidonia (Posidonion oceanicae).
La baza desemnării sitului se află mai multe specii protejate:
- plante (1): Stipa austroitalica
- reptile (2): șarpele cu patru dungi (Elaphe quatuorlineata), elaphe situla (Zamenis situla)

Pe lângă speciile protejate, pe teritoriul sitului au mai fost identificate 15 specii de plante, 1 specie de amfibieni, 4 specii de reptile.